# ジュリアン・フェロウズ
ジュリアン・フェロウズ（英語: Julian Fellowes, 1949年8月17日 - ）は、イギリスの俳優、脚本家、小説家、映画監督、政治家である。ドラマ・シリーズ『ダウントン・アビー』の製作および脚本によって知られる。2014年現在の本名はウエスト・スタフォードのフェロウズ男爵ジュリアン・アレキサンダー・キッチナー＝フェロウズである。

## 家族
アラブの専門家で外交官であった父ペレグリン・エドワード・ランスロット・フェロウズと母オルウェンの間にカイロで生まれた。オルウェンと死別した後、父はゲインズバラ伯爵の娘モーリーンと再婚した。フェロウズ家はローマ・カトリックであり、フェロウズは幼い時からローマ・カトリックの教育を受け、後に、ヨークシャーのベネディクト会の名門校アンプルフォース・カレッジに進学し、続いてケンブリッジ大学モードリン・カレッジに在籍した。
フェロウズは1990年に、第3代キッチナー伯爵ヘンリー・キッチナーの姪に当たるエマ・ジョイ・キッチナー（マイケル王子の妃であるマリー＝クリスティーヌの女官）と結婚した。1998年、フェロウズは名字を正式にキッチナー＝フェロウズに変えた。2011年、キッチナー伯爵は男系の子孫を残さず亡くなり、キッチナー伯爵の称号の女系相続は特許状により許可されていなかったため、キッチナー伯爵号は廃止された。同2011年、フェロウズは一代貴族として(en: List of life peerages (2010–present))、ウエスト・スタフォードのフェロウズ男爵に叙爵された。また女王は2012年5月9日付けで妻を「席次の令」により伯爵令嬢扱いの礼遇に処した。
フェロウズは平民として生まれ育った人物であるが、継母および妻は貴族の子孫であり、自身も長年の文化への貢献および妻の実家の爵位廃止を考慮してか、『ダウントン・アビー』開始後に一代男爵とされている。ジュリアン・フェロウズと、ダイアナ元妃の姉ジェーンの夫で、同じく一代貴族とされたフェロウズ男爵ロバート・フェロウズは、1653年に生存したウィリアム・フェロウズを共通の祖先としている。
『ダウントン・アビー』のガイドブックを執筆したジェシカ・フェロウズは姪にあたる。

## キャリア

### 俳優
フェロウズは1981年にロサンジェルスに移住し、2年間俳優活動をした。イギリスにもどり、主にテレビおよび映画で俳優活動を行った。『恐竜伝説ベイビー』、『ダメージ』、『永遠の愛に生きて』、『ジェイン・エア』、『007 トゥモロー・ネバー・ダイ』などに出演し、2014年時点でも脚本家活動と俳優活動を両立している。

### 脚本家
2001年には、貴族階級に関する知識を生かし、1932年の貴族と使用人たちを描いた映画『ゴスフォード・パーク』の脚本を担当し、アカデミー脚本賞を受賞した。2009年には『ヴィクトリア女王 世紀の愛』の脚本を担当した。さらに『悪女』、『ツーリスト』、『アガサ・クリスティー ねじれた家』などの映画脚本を担当した。2010年からは戦間期の貴族階級と使用人たちを描いたテレビドラマシリーズ『ダウントン・アビー』の脚本および製作を担当し、エミー賞脚本賞（ミニシリーズ/テレビ映画部門）を受賞している。本作は6シーズン続いた後に映画続編にもつながり、フェロウズ最大のヒット作となった。2015年上演開始のブロードウェイ舞台『スクール・オブ・ロック』の脚本を担当した。2019年9月に公開された映画版『ダウントン・アビー』の脚本も担当した。2020年公開のNetflixドラマシリーズ『ザ・イングリッシュ・ゲーム』では共同で脚本を担当した。2022年1月24日より放送された19世紀末アメリカでの「オールド・マネー」と「ニュー・マネー」の対立を描いたHBOのテレビシリーズ『ギルデッド・エイジ -ニューヨーク黄金時代-』("The Gilded Age")の脚本を担当した。なお、上流階級に受け入れられなかった「ニュー・マネー」の富豪の令嬢たちが、イギリスにわたり財産を必要としていたイギリス貴族と結婚することが多く、『ダウントン・アビー』に登場するグランサム伯爵夫人コーラ・クローリーもその一人であり、二つのテレビシリーズには連続性がある。さらに2022年に公開された映画『ダウントン・アビー/新たなる時代へ』でも脚本を担当している。

### 監督
2005年には映画『孤独な嘘』を監督し、ナショナル・ボード・オブ・レビュー賞新人監督賞を受賞した。

### 政治家
2011年、フェロウズは男爵に叙爵され、同時に貴族院議員に選出されて、保守党の席に座った。

## 主な脚本作品
- ゴスフォード・パーク Gosford Park (2001)　映画
- ダウントン・アビー Downton Abbey (2010-15)　ドラマシリーズ
- ダウントン・アビー　Downton Abbey (2019)　映画
- ザ・イングリッシュ・ゲーム The English Game (2020)　ドラマシリーズ
- ギルデッド・エイジ -ニューヨーク黄金時代- The Gilded Age (2022-)　ドラマシリーズ
- ダウントン・アビー/新たなる時代へ　Downton Abbey: A New Era  (2022) 　映画